# Someday Came Suddenly
Someday Came Suddenly – album studyjny amerykańskiego zespołu Attack Attack!, wydany 11 listopada 2008 roku przez Rise Records.

## Lista utworów
Źródło: AllMusic
| Nr  | Tytuł                                                         | Długość |
| --- | ------------------------------------------------------------- | ------- |
| 1.  | „Hot Grills and High Tops”                                    | 1:33    |
| 2.  | „Stick Stickly”                                               | 3:29    |
| 3.  | „Bro, Ashley’s Here”                                          | 4:29    |
| 4.  | „Shred, White & Blue”                                         | 5:06    |
| 5.  | „Party Foul”                                                  | 6:00    |
| 6.  | „What Happens If I Can’t Check My Myspace When We Get There?” | 7:33    |
| 7.  | „Interlude”                                                   | 3:56    |
| 8.  | „The People’s Elbow”                                          | 7:23    |
| 9.  | „Kickin’ Wing, Animal Doctor”                                 | 5:36    |
| 10. | „Dr. Shavargo, Pt. 3”                                         | 11:26   |
| 11. | „Catfish Soup”                                                | 5:30    |
| 12. | „Outro”                                                       | 6:41    |

## Produkcja i wydanie
Someday Came Suddenly był nagrywany w Foundation Recording Studios w Connersville. Album został wydany 11 listopada 2008 roku przez Rise Records, a jego długość wynosi 30 minut i 17 sekund.

## Pozycje na listach
| Państwo           | Lista (2008)  | Najwyższa pozycja |
| ----------------- | ------------- | ----------------- |
| Stany Zjednoczone | Billboard 200 | 193               |